# Vaudricourt, Pas-de-Calais

Vaudricourt este o comună în departamentul Pas-de-Calais, Franța. În 1 ianuarie 2022 avea o populație de 1.129 de locuitori.